# Colostygia haemataria
Colostygia haemataria là một loài bướm đêm trong họ Geometridae.